# Albert Roßhaupter

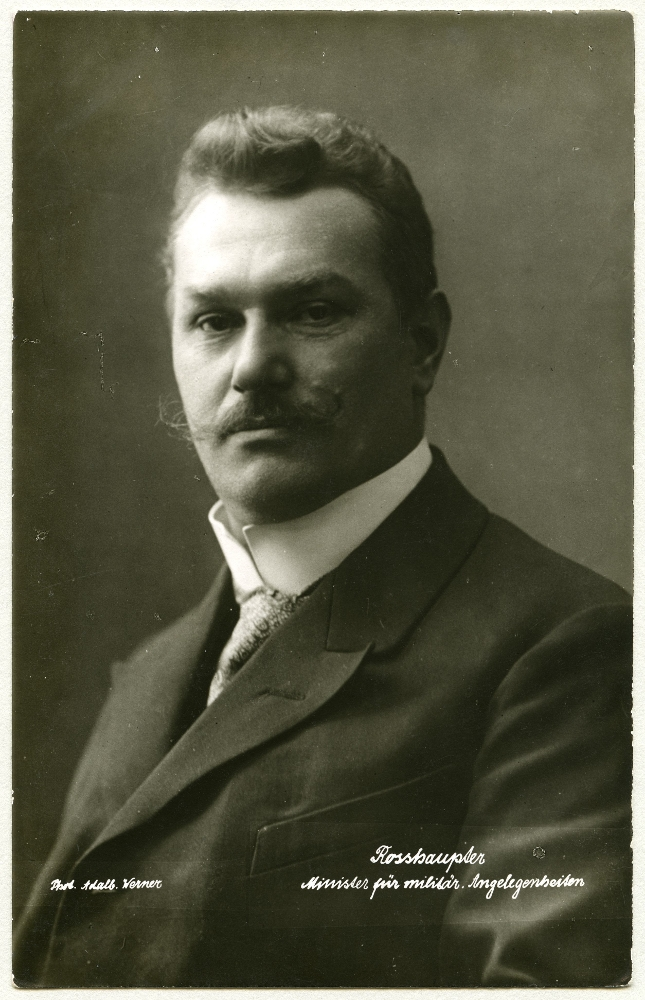
Albert Roßhaupter

Albert Roßhaupter (* 8. April 1878 in Pillnach, heute Kirchroth; † 14. Dezember 1949 in Nannhofen (heute zu Mammendorf) oder Olching) war ein deutscher Politiker der SPD.

## Leben
Roßhaupter lernte das Lackiererhandwerk, trat 1897 in die SPD ein und war von 1900 bis 1909 Bezirksleiter des Verbandes Süddeutscher Eisenbahnarbeiter in München. Zugleich war er zeitweise bei den Eisenbahnhauptwerkstätten in München beschäftigt. Ab 1909 war Roßhaupter Redakteur bei verschiedenen Blättern der sozialistischen Arbeiterbewegung. Von 1907 bis 1918 war Roßhaupter Abgeordneter der bayerischen SPD in der Kammer der Abgeordneten des Königreichs Bayern.
In der Übergangszeit zwischen der Novemberrevolution und der Wahl des Bayerischen Landtags auf Grundlage der Bamberger Verfassung übernahm er vom 8. November 1918 bis 21. Februar 1919 das Amt des Staatsministers für militärische Angelegenheiten im Kabinett Eisner. Bis zur Annahme des NS-Ermächtigungsgesetzes vom 23. März 1933 und der daraus folgenden Nichtwiedereinberufung der Landesparlamente blieb Roßhaupter SPD-Abgeordneter im Landtag. Als der Bayerische Landtag nach dem Gleichschaltungsgesetz neu gebildet wurde, übernahm Roßhaupter den Vorsitz der SPD-Landtagsfraktion. Als Fraktionsvorsitzender begründete er am 29. April 1933 die Ablehnung des bayerischen Ermächtigungsgesetzes durch die SPD-Landtagsfraktion. Er galt als besonders aktiver Gegner der Nationalsozialisten.
In der Zeit des Nationalsozialismus war Roßhaupter mehrfach in Haft. Von Juni bis September 1933 wurde er im Gefängnis Fürstenfeldbruck inhaftiert. Im Anschluss war er bis März 1934 im KZ Dachau in Haft. Im Zusammenhang mit der „Aktion Gewitter“ kam Roßhaupter nochmals in das KZ Dachau (von August bis Dezember 1944).
Nach dem Ende des Zweiten Weltkrieges war Roßhaupter von 1945 bis 1947 bayerischer Arbeits- und Sozialminister im Kabinett Schäffer und stellvertretender Ministerpräsident im Kabinett Hoegner I. 1946 gehörte er der Verfassunggebenden Landesversammlung an. Zeitweise war er Vorsitzender ihrer SPD-Fraktion. Von Oktober 1948 bis Mai 1949 saß Roßhaupter für die SPD im Parlamentarischen Rat.

## Ehrungen
In München wurde eine Straße nach Albert Roßhaupter benannt, in Olching ein Platz.